# 北京外国語大学国際商学院

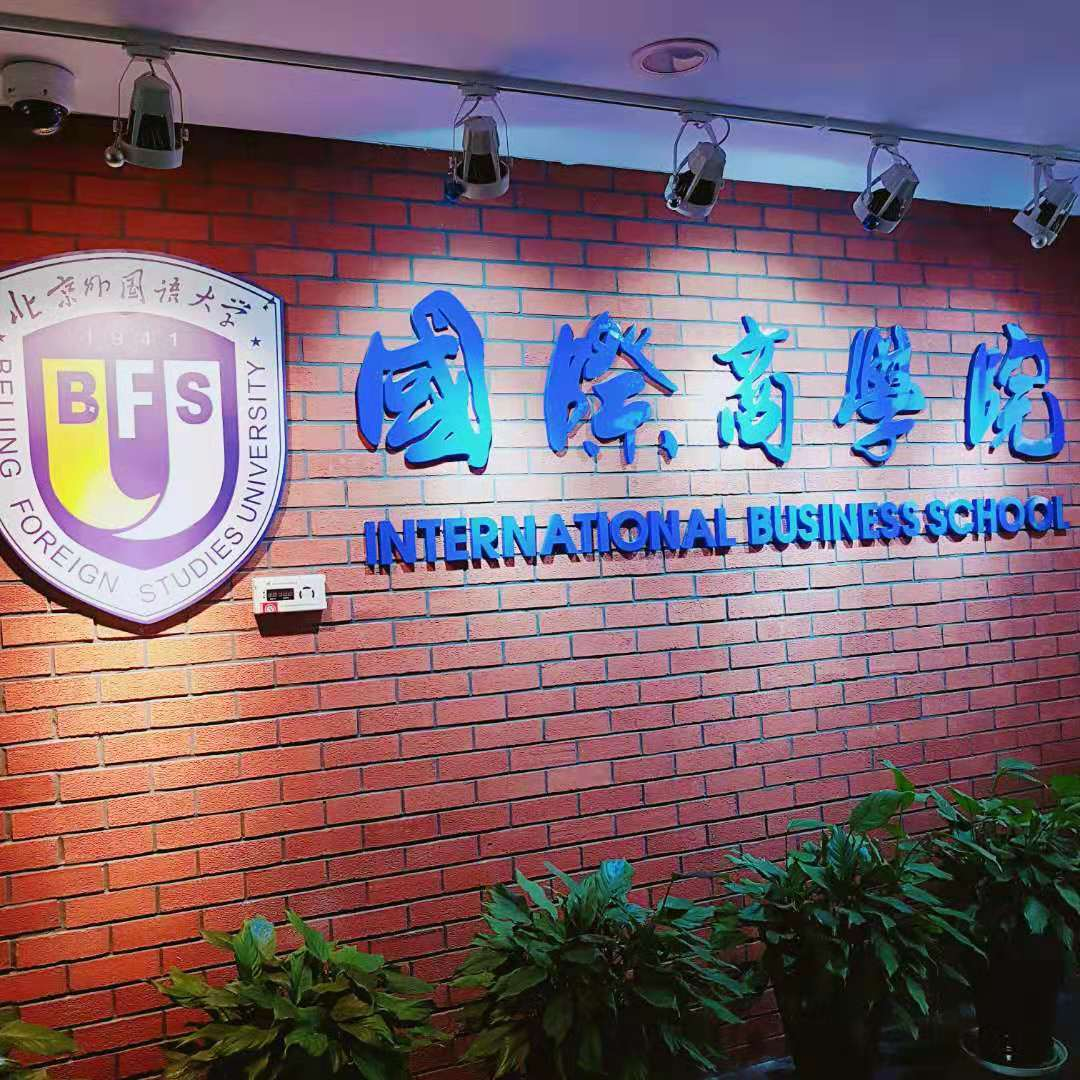
国際商学院

北京外国語大学 国際商学院（ペキンがいごだいがく こくさいしょうがくいん、英: International Business School(IBS)，Beijing Foreign Studies University(BFSU)）は、北京外国語大学の国際ビジネススクールである。2001年に設立された。北京外国語大学の国際商学院プログラムは、本科、学術修士、博士課程、海外留学、中国大陸での留学、および上級管理職研修などがある。 北京外国語大学国際商学部・研究科は世界トップ6%のビジネススクールだけに付与されるアメリカのAACSB資格認証校である。
毎年約千万人が受験する大陸版センター試験に相当する高考成績トップ1%の大陸出身本科生は約1000人で、毎年何十人以上の香港と台湾人学生もいる。北京外大の国際商学部は、留学生の為に100％英語で授業する本科プログラムを開設している。英語で授業する本科には71の国と地域から来ている436人の本科留学生がいる（4年間の学部生、短期の短期交換留学生、53人の韓国の短期交換留学生）。ドイツ人、韓国人、マレーシア人が多くを占めている。
北京外大の国際商学部の中国人本科では10人の韓国人本科生が通っている。外国人が中国人本科を申請する場合、入学の為にHSKの最上級と80点以上のTOEFL成績や800点以上のTOEIC成績が必要である。面接も受けなければならない。
2019年3月、北京外大の国際商学部は52人の教育研究スタッフ、4人の教育アシスタント、9人の外国人教師、46人の外部従業員、BFSU中韓協力プロジェクトを含む合計117名の従業員を擁している。現在7人の教授、21人の准教授および24人の講師を擁している。

## 専攻・研究センター
- 国際経済貿易
- ファイナンス
- 会計
- 財務管理
- 経営管理
- 国際 ビジネス
- 経営科学
- 工学
- G20研究センター
- シルクロード研究所
- 経営科学研究センター
- インターネット研究センター
- イノベーション企業センター
- 中国ビジネスケースセンター